# Olivia Nuzzi
Olivia Nuzzi (Nueva York, 6 de enero de 1993) es una reportera política estadounidense que fue corresponsal en Washington D. C. de la revista New York. Fue suspendida de New York en septiembre de 2024 luego de que se revelara que mantuvo una «relación personal inapropiada» con el candidato presidencial Robert F. Kennedy Jr..
Antes de trabajar en la revista New York, Nuzzi fue escritora para The Daily Beast y cubrió la campaña presidencial de Donald Trump de 2016.

## Biografía

### Infancia y educación
Nació en la ciudad de Nueva York. Es hija de John y Kelly Nuzzi. John Nuzzi, que nació en Brooklyn, Nueva York, trabajó para el Departamento de Sanidad de la Ciudad de Nueva York durante 20 años y murió en diciembre de 2015. Nuzzi escribió sobre su padre después de su muerte para The Daily Beast. Su madre, Kelly Nuzzi, murió en febrero de 2021. Después de su muerte, escribió sobre ella para la revista New York. Ella tiene un hermano, Jonathan.
Creció en el vecindario River Plaza del municipio de Middletown (Nueva Jersey). Asistió y se graduó de Middletown High School South. Asistió a la Universidad de Fordham.

### Carrera
Comenzó su carrera como escritora cuando era adolescente en 2011, como columnista política mensual para triCityNews, un semanario alternativo con sede en Asbury Park, Nueva Jersey. También escribió para More Monmouth Musings, un blog y sitio web de noticias políticamente conservador.

#### Campaña para la alcaldía de Weiner
En 2013, cuando tenía 20 años y era estudiante de tercer año en la Universidad de Fordham, se ofreció como voluntaria como pasante para la campaña para alcalde de Nueva York de Anthony Weiner. Durante su breve paso por la campaña, fue contratada como redactora por NSFWcorp y describió sus experiencias como pasante en la campaña de Weiner en una publicación de blog el 28 de julio de 2013. En ella, afirmó que Weiner se refirió a ella y a otra pasante como «Mónica», que una fuente anónima le dijo que Weiner le había mentido a su jefe de campaña, quien había renunciado como resultado, y que el jefe era uno de una «serie de miembros del personal que habían huido de la campaña».
El New York Daily News le encargó que escribiera un artículo de seguimiento sobre la campaña, que se convirtió en noticia de primera plana el 30 de julio de 2013. Según Nuzzi, algunos de sus compañeros pasantes estaban trabajando en la campaña porque esperaban conocer a la esposa de Weiner, Huma Abedin, y, a través de Abedin, a su jefa Hillary Clinton, para participar en la anticipada campaña de Clinton para la presidencia.
En una entrevista con Talking Points Memo que se publicó ese día, la directora de comunicaciones de Weiner, Barbara Morgan, quien más tarde dijo que pensaba que su entrevista era extraoficial, utilizó varios insultos profanos y vulgares para describir a Nuzzi y dijo que Nuzzi «claramente estaba allí porque quería ser vista... simplemente no se presentaba a trabajar», que Nuzzi había firmado y violado un acuerdo de confidencialidad, y que Morgan había «tratado de despedirla anteriormente, pero ella me rogó que volviera y le di una segunda oportunidad». Morgan luego se disculpó con Nuzzi, y Nuzzi aceptó la disculpa.

#### Campañas presidenciales y corresponsalía nacional
Fue contratada por The Daily Beast en mayo de 2014 mientras aún asistía a Fordham. Dejó la escuela antes de graduarse para aceptar el trabajo. En The Daily Beast, cubrió las campañas presidenciales de Rand Paul y Chris Christie, así como el ascenso político de Donald Trump.
En noviembre de 2016, Politico nombró a Nuzzi una de las «16 estrellas emergentes de los medios» de las elecciones presidenciales. En diciembre de 2016, Mediaite incluyó a Nuzzi como una de las 25 personas «más influyentes» de 2016 en los medios de comunicación. En 2018, Forbes incluyó a Nuzzi en su lista anual 30 Under 30.
En febrero de 2017, fue contratada por la revista New York para ser su corresponsal en Washington. También ha escrito para Politico, Esquire, y The Washington Post.
A principios de 2018, admitió haber ingresado a la oficina en casa de Corey Lewandowski, exjefe de campaña de Trump, sin permiso, y haber tomado una foto, mientras que Lewandowski la acusó de tomar también un álbum de fotos suyo. Ella dijo: «Sabes, simplemente entré a la casa, porque nadie respondía en la puerta». Ella salió de la casa después de enviarle un mensaje de texto a su novio, quien según ella le dijo que «probablemente no era legal y que debía irme. Yo le dije: 'Mierda'».
En octubre de 2018, Trump la invitó a la Oficina Oval para una entrevista exclusiva.

#### Escándalo de Robert F. Kennedy Jr. y suspensión
New York la suspendió el 19 de septiembre de 2024, después de que revelara haber tenido una «relación personal» con «un excandidato relevante para la campaña de 2024 mientras estaba informando sobre la campaña». El exrreportero de medios de CNN Oliver Darcy informó más tarde en su boletín Status  que el sujeto en cuestión era el excandidato presidencial Robert F. Kennedy Jr., a quien había cubierto en un artículo de perfil en noviembre de 2023. Un tercero describió la relación como no física y «de naturaleza emocional y digital». Dylan Byers de Puck News informó que Nuzzi había enviado fotografías de ella desnuda a Kennedy. Darcy dijo que sus acciones constituían un «conflicto de intereses», y dijo que era «una de las periodistas de más alto perfil en Estados Unidos, y posiblemente escribió uno de los artículos más importantes de la campaña de 2024, que trataba sobre lo que ella llamó la 'conspiración del silencio' para proteger a Joe Biden. Y dado que los lectores no sabían que esta relación estaba en curso con RFK Jr., plantea preguntas sobre el conflicto de intereses, porque RFK Jr. ha sido un participante activo en la campaña de 2024».
La revista New York Magazine dijo que sus acciones eran «una violación de las normas de la revista en materia de conflictos de intereses y divulgaciones», y agregó que «si la revista hubiera estado al tanto de esta relación, ella no habría continuado cubriendo la campaña presidencial». Si bien «una revisión interna de su trabajo publicado no encontró imprecisiones ni evidencia de parcialidad», la revista se disculpó por «violar la confianza de nuestros lectores».
Un portavoz de Kennedy dijo que «sólo conoció a Olivia Nuzzi una vez en su vida para una entrevista que ella solicitó, lo que dio lugar a un artículo sensacionalista».

#### Televisión
En 2022, AMC anunció que escribiría y produciría ejecutivamente A Message From the State, una comedia negra con Gina Mingacci, la productora ejecutiva de Killing Eve. También hizo una aparición interpretándose a sí misma en la serie de Showtime Billions. Produjo un documental para MSNBC, Four Seasons Total Documentary, sobre el fallido intento de Rudy Giuliani de impugnar los resultados de las elecciones de 2020. En abril de 2023, comenzó a presentar el pódcast complementario de la miniserie White House Plumbers de HBO. En 2024, presentó Working Capital, una serie de entrevistas de seis episodios en Bloomberg Television, que incluye conversaciones con políticos y empresarios.

### Reconocimiento
En 2017, fue incluida en la lista 30 Under 30 de Forbes en 2018. En 2019, recibió el premio «NEXT» de la Sociedad Estadounidense de Editores de Revistas. También fue finalista del Premio Nacional de Revistas de 2023 en la categoría de redacción de artículos.

## Vida personal
Reside en Washington D. C.. En septiembre de 2022, se comprometió con el corresponsal jefe de Politico en Washington, Ryan Lizza. En septiembre de 2024, se informó que Nuzzi y Lizza ya no estaban comprometidos.